# Kiubaat
Kiubaat is een bestuurslaag in het regentschap Timor Tengah Selatan van de provincie Oost-Nusa Tenggara, Indonesië. Kiubaat telt 1714 inwoners (volkstelling 2010).